# 渡辺正
渡辺 正（わたなべ まさし、1936年1月11日 - 1995年12月7日）は、広島県広島市大手町（現・中区）出身の元サッカー選手（FW）・コーチ・監督。サッカー日本代表選手として出場したメキシコオリンピックでは、この大会から初めて怪我などの理由を伴わない選手交代が認められた為、スーパーサブ役を担い、銅メダル獲得に貢献。

## 来歴
実家は爆心地にあった日蓮宗本経寺で、原爆で寺に残った父を失うが、自身は集団疎開で難を逃れた。終戦後は原爆で焼け野原になった町で、壊れた墓石運びの手伝いをさせられ、これが足腰の鍛錬になった。広島市立千田小学校・広島市立国泰寺中学校を経て、崇徳高校へ進学したが、同校にサッカー部が無かったため、1年の2学期に編入試験を受けて基町高校へ転入学。高校卒業後の1954年に同郷の名将・寺西忠成監督率いる八幡製鉄へ入部し、当時は広島出身者が多数を占め、荒っぽい広島弁が飛び交う「野武士軍団」であった八幡の中でも渡辺の個性は出色で、チーム一の酒豪で毎晩のようにネオン街へ繰り出し、泥靴で寝床に入ることもしばしばあった。八幡は渡辺が入社した年から勝星を伸ばし、全日本の大会で次々と好成績を収めたが、負けず嫌いな性格から八幡製鉄を一度退社。1958年に立教大学へ入学し、2年次の1959年に関東大学リーグと東西学生王座決定戦で優勝を経験。3年次の1960年のローマオリンピック予選から代表に選ばれるが、この頃に横山謙三が渡辺と一緒にサッカーをやってみたいと立教に進学した。
大学卒業後の1962年に八幡製鉄へ復帰し、1960年代前後の黄金期の原動力として活躍と気性の激しい熱血漢振りから「闘将」と呼ばれた。1963年と1964年には全日本実業団選手権で日立本社を破って2連覇、1964年には天皇杯で古河電工との両チーム優勝に貢献。1965年と1967年には主将を務め、1968年には年間優秀11人賞を受賞。代表としては東京オリンピック（1964年）、メキシコシティオリンピック（1968年）と2大会連続で五輪に出場。メキシコ五輪から、怪我などの理由を伴わない交代が1試合2名まで初めて認められたため、日本はこの新ルールを積極的に使い、FW (ウイング)の渡辺を現在でいうスーパーサブにして成功した。メキシコでは、松本育夫と右ウイングの位置を分け合い、右サイドを高速で駆け上がりゴールを奪った。この大会6試合、日本の9得点のうち7得点が釜本で、あとの2得点は渡辺が挙げたものである。特に1次リーグ2戦目の対ブラジル戦では、1点リードされ敗色濃厚の後半終了間近に投入されると、杉山隆一の左からのクロスを釜本邦茂が相手選手3人に競り勝って頭で折り返し、ゴール前に詰めた渡辺がダイレクトボレーで決めた。この同点弾がなければ、銅メダルもなかった。異常な才能、或いはカンで、はるかに前からボールの落ち所を正確に予想し、渡辺に魅せられているかのように目の前にボールが落ちてきたという。代表時代は「そうじゃけんのう」という広島弁をやたら使うので、デットマール・クラマーが覚え、ミーティングの時に選手が緊張すると、クラマーはしばしばこの言葉を使いみんなを笑わせた。松本がヤマハの「つま恋ガス爆発事故」で瀕死の重傷を負い長期入院を強いられたときには、仕事の帰りに毎日見舞いに行き松本を励ました。通算39試合出場、Aマッチ通算12得点は歴代13位の記録。晩年はプレーの切れ味こそ衰えたものの、ゴールへの執念はなお健在で、ゴール前のスペシャリストと呼ばれた。八幡では1968年にはコーチ兼任、1969年からはプレイングマネージャーとなり、1971年に現役を引退。JSL通算79試合出場、19得点。
引退後も1972年から1975年まで監督を続け、在任中は1971年の天皇杯、1973年のスペシャル・カップで共にベスト4に導く。1976年には1年だけ総監督を務め、1977年4月からは部を離れて新日鐵東京本社に転勤となり、工作事業部・営業総括課に勤務。1971年からは日本B代表、日本ユース代表（1973年）、日本ジュニア代表、日本選抜、日本代表（1979年コーチ, 1980年監督）の監督・コーチを歴任。
ユース監督時代はコーチには水口洋次が留任したほか、アジアユース大会には、ドクター、トレーナーも帯同するというサポート面も向上した
。初戦は開会式直後に開催国イランと対戦するが、イランは代表選手3人を含む大人のチームで、後に1978年のワールドカップなどでも活躍するハサン・ロウシャンなどの個人技に苦しみ0-2の敗戦。続くマレーシア戦は日本の方が実力的に上に見られたが、28分（40分ハーフ）に不運なPKを献上して15分には見事な展開から大畑行男（ヤンマー）が決めて追い付くが、相手のラフプレーに苦しみ55分に再度リードを奪われた。1-2のまま時間が過ぎ、残り15秒というところで日本は粘りを見せた。左サイドを上がった石井茂巳（中央大学）がつないで、堀井美晴（ヤンマー）が折り返すと碓井博行がヘッドで決め劇的な同点ゴール。この引き分けが物を言い、グループ最終戦ではイランがマレーシアを3点差で下して日本の決勝トーナメント進出が決まった。準々決勝のタイ戦では一進一退で共に無得点で、延長でも決着が付かずPK戦となるが、GKの峠和盛（大阪商業大学）が相手の3人目、4人目のキックを見事にセーブ。日本は5人が全て決めて、準決勝へ進んだ。12回大会、13回大会と連続で鬼門の準決勝は新興のサウジアラビア戦で、日本は開始1分に石井のクロスから中井浩史（慶應義塾大学）が先制して波に乗る。8分にも石井の攻撃参加から最後は大畑が決めてリードを広げた。その後は相手に押し込まれる時間帯もあったが、後半24分に堀井が駄目押しの3点目を決めて突き放した。15回大会にして初めて進んだ決勝は初戦でも対戦したイラン戦で、9万人の大観衆が後押しする地元の利が無くても実力は大会ナンバーワンで、立ち上がりから押し込まれる。27分にはCKからヘッドで失点し、後半にもやはり高さを生かされてヘディングを決められ0-2でタイムアップとなり、準優勝に終わる。大会後の報告では「日本もチームとしての構成力や激しさでは引けを取らなかったが、やはり一人ひとりの巧さやプレーの速さで見劣りした。ボール扱いという点では、まだアジアの平均的レベルより下であろう」と記され、技術面でまだまだ向上しなければならないという課題は残った。
在任中は木村和司・風間八宏・田嶋幸三・西村昭宏など若き才能を多く抜擢。特に木村は非常にコントロールの難しい選手で練習嫌い、わがままという評判があったほか、渡辺と同郷でもあったため大学卒業後は新日鐵入りが確実とされ、他はどこも手を出さなかった。しかし諸般の事情により日産自動車に入部したため、このことはその後の日本リーグの勢力地図を大きく変えたといわれている。コーチ時代はムルデカ大会前の代表合宿で、夜荒れて「お前ら若いのに」と絡むので言い返して喧嘩になったが、奥寺康彦は選手になにクソと思わせるための接し方だったのだろうと述べている。代表監督は就任5ヶ月で歯の治療中にクモ膜下出血で倒れ左半身不随となったため、急遽、川淵三郎が後任となった。代表監督が任期中に倒れたのは渡辺とイビチャ・オシムだけであるが、懸命なリハビリの末、半年後には新日鐵東京本社で業務に復帰するまで回復した。母校・立大の監督（1984年 - 1986年）を経て、1987年からは日本サッカー協会へ出向した。
1995年12月7日、千葉市で心不全により死去した。2006年、日本サッカー殿堂入り。

## 所属クラブ
- 1953年 - 1958年：八幡製鉄
- 1958年 - 1962年：立教大学
- 1962年 - 1971年：八幡製鉄/新日本製鐵 通算79試合出場 19得点

## 個人成績
| 国内大会個人成績 | 国内大会個人成績 | 国内大会個人成績 | 国内大会個人成績 | 国内大会個人成績 | 国内大会個人成績 | 国内大会個人成績  | 国内大会個人成績  | 国内大会個人成績 | 国内大会個人成績 | 国内大会個人成績 | 国内大会個人成績 |
| 年度             | クラブ           | 背番号           | リーグ           | リーグ戦         | リーグ戦         | リーグ杯          | リーグ杯          | オープン杯       | オープン杯       | 期間通算         | 期間通算         |
| 年度             | クラブ           | 背番号           | リーグ           | 出場             | 得点             | 出場              | 得点              | 出場             | 得点             | 出場             | 得点             |
| 日本             | 日本             | 日本             | 日本             | リーグ戦         | リーグ戦         | -                 | -                 | 天皇杯           | 天皇杯           | 期間通算         | 期間通算         |
| ---------------- | ---------------- | ---------------- | ---------------- | ---------------- | ---------------- | ----------------- | ----------------- | ---------------- | ---------------- | ---------------- | ---------------- |
| 1965             | 八幡             |                  | JSL              |                  |                  | -                 | -                 |                  |                  |                  |                  |
| 1966             | 八幡             |                  | JSL              |                  |                  | -                 | -                 |                  |                  |                  |                  |
| 1967             | 八幡             |                  | JSL              |                  |                  | -                 | -                 | -                | -                |                  |                  |
| 1968             | 八幡             |                  | JSL              |                  |                  | -                 | -                 |                  |                  |                  |                  |
| 1969             | 八幡             |                  | JSL              |                  |                  | -                 | -                 |                  |                  |                  |                  |
| 1970             | 新日鐵           |                  | JSL              |                  |                  | -                 | -                 | -                | -                |                  |                  |
| 1971             | 新日鐵           |                  | JSL              |                  |                  | -                 | -                 |                  |                  |                  |                  |
| 通算             | 日本             | 日本             | JSL              | 79               | 19               | -\|\|\|\|\|\|\|\| | -\|\|\|\|\|\|\|\| |                  |                  |                  |                  |
| 総通算           | 総通算           | 総通算           | 総通算           | 79               | 19               | -\|\|\|\|\|\|\|\| | -\|\|\|\|\|\|\|\| |                  |                  |                  |                  |

## 代表歴
- 日本代表初出場（国際Aマッチ）：1958年12月25日 対香港戦（香港）
- 日本代表初出場：1957年10月20日 対人民解放軍八一隊（中国）戦（北京）
- 日本代表初得点：1958年12月28日 対マラヤ戦（クアラルンプール）

### 出場大会
- 1960年ローマオリンピック予選
- 1962 FIFAワールドカップ・アジア予選
- アジア競技大会（1962,1966）
- 1964年東京オリンピック（ベスト8）
- 1968年メキシコシティーオリンピック（銅メダル）
- 1970 FIFAワールドカップ・アジア・オセアニア予選

### 試合数
- 国際Aマッチ 39試合 12得点(1958-1969)[2]

| 日本代表 | 国際Aマッチ | 国際Aマッチ | その他 | その他 | 期間通算 | 期間通算 |
| 年       | 出場        | 得点        | 出場   | 得点   | 出場     | 得点     |
| -------- | ----------- | ----------- | ------ | ------ | -------- | -------- |
| 1957     | 0           | 0           | 3      | 0      | 3        | 0        |
| 1958     | 2           | 1           | 2      | 1      | 4        | 2        |
| 1959     | 8           | 4           | 7      | 3      | 15       | 7        |
| 1960     | 1           | 0           | 12     | 1      | 13       | 1        |
| 1961     | 6           | 1           | 4      | 1      | 10       | 2        |
| 1962     | 3           | 0           | 4      | 2      | 7        | 2        |
| 1963     | 5           | 3           | 8      | 2      | 13       | 5        |
| 1964     | 1           | 0           | 7      | 0      | 8        | 0        |
| 1965     | 3           | 0           | 10     | 5      | 13       | 5        |
| 1966     | 2           | 1           | 6      | 2      | 8        | 3        |
| 1967     | 3           | 1           | 5      | 1      | 8        | 2        |
| 1968     | 2           | 0           | 15     | 2      | 17       | 2        |
| 1969     | 3           | 1           | 9      | 1      | 12       | 2        |
| 1970     | 0           | 0           | 2      | 0      | 2        | 0        |
| 通算     | 39          | 12          | 93     | 21     | 132      | 33       |

### 出場
| No. | 開催日         | 開催都市         | スタジアム                 | 対戦相手             | 結果       | 監督                             | 大会               |
| --- | -------------- | ---------------- | -------------------------- | -------------------- | ---------- | -------------------------------- | ------------------ |
| 1.  | 1958年12月25日 | 香港             |                            | 香港                 | ●2-5       | 竹腰重丸                         | 国際親善試合       |
| 2.  | 1958年12月28日 | クアラルンプール |                            | マラヤ               | ●2-6       | 竹腰重丸                         | 国際親善試合       |
| 3.  | 1959年01月04日 | ペナン           |                            | マラヤ               | ○3-1       | 竹腰重丸                         | 国際親善試合       |
| 4.  | 1959年01月10日 | シンガポール     |                            | シンガポール         | ○4-3       | 竹腰重丸                         | 国際親善試合       |
| 5.  | 1959年01月11日 | シンガポール     |                            | シンガポール         | ●2-3       | 竹腰重丸                         | 国際親善試合       |
| 6.  | 1959年08月31日 | クアラルンプール |                            | 香港                 | △1-1(延長) | 竹腰重丸                         | ムルデカ大会       |
| 7.  | 1959年09月02日 | クアラルンプール |                            | 香港                 | ●2-4       | 竹腰重丸                         | ムルデカ大会       |
| 8.  | 1959年09月06日 | クアラルンプール |                            | 韓国                 | ●1-3       | 竹腰重丸                         | ムルデカ大会       |
| 9.  | 1959年12月13日 | 東京都           | 後楽園競輪場               | 韓国                 | ●0-2       | 竹腰重丸                         | オリンピック予選   |
| 10. | 1959年12月20日 | 東京都           | 後楽園競輪場               | 韓国                 | ○1-0       | 竹腰重丸                         | オリンピック予選   |
| 11. | 1960年11月06日 | ソウル           |                            | 韓国                 | ●1-2       | デットマール・クラマー（コーチ） | ワールドカップ予選 |
| 12. | 1961年05月28日 | 東京都           | 国立霞ヶ丘競技場陸上競技場 | マラヤ               | ○3-2       | 高橋英辰                         | 国際親善試合       |
| 13. | 1961年08月02日 | クアラルンプール |                            | マラヤ               | ●2-3       | 高橋英辰                         | ムルデカ大会       |
| 14. | 1961年08月06日 | クアラルンプール |                            | インド               | ○3-1       | 高橋英辰                         | ムルデカ大会       |
| 15. | 1961年08月10日 | クアラルンプール |                            | 南ベトナム           | ●2-3       | 高橋英辰                         | ムルデカ大会       |
| 16. | 1961年08月15日 | シンガポール     |                            | インドネシア         | ●0-2       | 高橋英辰                         | 国際親善試合       |
| 17. | 1961年11月28日 | 東京都           | 国立霞ヶ丘競技場陸上競技場 | ユーゴスラビア       | ●0-1       | 高橋英辰                         | 国際親善試合       |
| 18. | 1962年08月30日 | インドネシア     |                            | 韓国                 | ●0-1       | 高橋英辰                         | アジア大会         |
| 19. | 1962年09月15日 | クアラルンプール |                            | ビルマ               | ●1-3       | 高橋英辰                         | ムルデカ大会       |
| 20. | 1962年09月21日 | シンガポール     |                            | シンガポール         | ●1-2       | 高橋英辰                         | 国際親善試合       |
| 21. | 1963年08月08日 | クアラルンプール |                            | マレーシア           | ○4-3       | 長沼健                           | ムルデカ大会       |
| 22. | 1963年08月10日 | クアラルンプール |                            | タイ                 | ○4-1       | 長沼健                           | ムルデカ大会       |
| 23. | 1963年08月12日 | クアラルンプール |                            | 南ベトナム           | ○5-1       | 長沼健                           | ムルデカ大会       |
| 24. | 1963年08月13日 | クアラルンプール |                            | 韓国                 | △1-1       | 長沼健                           | ムルデカ大会       |
| 25. | 1963年08月15日 | クアラルンプール |                            | チャイニーズタイペイ | ●0-2       | 長沼健                           | ムルデカ大会       |
| 26. | 1964年03月03日 | シンガポール     |                            | シンガポール         | ○2-1       | 長沼健                           | 国際親善試合       |
| 27. | 1965年03月14日 | 香港             |                            | 香港                 | ○2-1       | 長沼健                           | 国際親善試合       |
| 28. | 1965年03月25日 | シンガポール     |                            | シンガポール         | ○4-1       | 長沼健                           | 国際親善試合       |
| 29. | 1965年03月27日 | クアラルンプール |                            | マレーシア           | △1-1       | 長沼健                           | 国際親善試合       |
| 30. | 1966年12月16日 | バンコク         |                            | シンガポール         | ○5-1       | 長沼健                           | アジア大会         |
| 31. | 1966年12月18日 | バンコク         |                            | イラン               | ●0-1       | 長沼健                           | アジア大会         |
| 32. | 1967年09月27日 | 東京都           | 国立霞ヶ丘競技場陸上競技場 | フィリピン           | ○15-0      | 長沼健                           | オリンピック予選   |
| 33. | 1967年09月30日 | 東京都           | 国立霞ヶ丘競技場陸上競技場 | チャイニーズタイペイ | ○4-0       | 長沼健                           | オリンピック予選   |
| 34. | 1967年10月10日 | 東京都           | 国立霞ヶ丘競技場陸上競技場 | 南ベトナム           | ○1-0       | 長沼健                           | オリンピック予選   |
| 35. | 1968年03月31日 | メルボルン       |                            | オーストラリア       | ●1-3       | 長沼健                           | 国際親善試合       |
| 36. | 1968年04月04日 | アデレード       |                            | オーストラリア       | ○3-1       | 長沼健                           | 国際親善試合       |
| 37. | 1969年10月10日 | ソウル           |                            | オーストラリア       | ●1-3       | 長沼健                           | ワールドカップ予選 |
| 38. | 1969年10月16日 | ソウル           |                            | オーストラリア       | △1-1       | 長沼健                           | ワールドカップ予選 |
| 39. | 1969年10月18日 | ソウル           |                            | 韓国                 | ●0-2       | 長沼健                           | ワールドカップ予選 |

### 得点数
| #  | 年月日         | 開催地                       | 対戦国         | スコア | 結果 | 試合概要                    |
| -- | -------------- | ---------------------------- | -------------- | ------ | ---- | --------------------------- |
| 1  | 1958年12月28日 | マラヤ連邦、クアラルンプール | マラヤ連邦     | 2-6    | 敗戦 | 親善試合                    |
| 2  | 1959年1月4日   | マラヤ連邦、ペナン           | マラヤ連邦     | 3-1    | 勝利 | 親善試合                    |
| 3  | 1959年1月10日  | シンガポール                 | シンガポール   | 4-3    | 勝利 | 親善試合                    |
| 4  | 1959年1月11日  | シンガポール                 | シンガポール   | 2-3    | 敗戦 | 親善試合                    |
| 5  | 1959年8月31日  | マラヤ連邦、クアラルンプール | 香港           | 1-1    | 引分 | ムルデカ大会                |
| 6  | 1961年8月6日   | マラヤ連邦、クアラルンプール | インド         | 3-1    | 勝利 | ムルデカ大会                |
| 7  | 1963年8月8日   | マレーシア、クアラルンプール | マレーシア     | 4-3    | 勝利 | ムルデカ大会                |
| 8  | 1963年8月10日  | マレーシア、クアラルンプール | タイ           | 4-1    | 勝利 | ムルデカ大会                |
| 9  | 1963年8月12日  | マレーシア、クアラルンプール | ベトナム共和国 | 5-1    | 勝利 | ムルデカ大会                |
| 10 | 1966年12月16日 | タイ、バンコク               | シンガポール   | 5-1    | 勝利 | 1966年アジア競技大会        |
| 11 | 1967年9月27日  | 日本、東京                   | フィリピン     | 15-0   | 勝利 | メキシコ五輪予選            |
| 12 | 1969年10月10日 | 大韓民国、ソウル             | オーストラリア | 1-3    | 敗戦 | 1970 FIFAワールドカップ予選 |

## 指導歴
- 1969年 - 1975年：八幡製鉄/新日本製鐵 監督
- 1977年 - 1979年：日本代表 コーチ
- 1980年：日本代表 監督
- 1984年 - 1986年：立教大学 監督

### 監督成績
| 年度 | 所属   | クラブ | リーグ戦 | リーグ戦 | リーグ戦 | リーグ戦 | リーグ戦 | リーグ戦 | カップ戦 | カップ戦 |
| 年度 | 所属   | クラブ | 順位     | 試合     | 勝点     | 勝利     | 引分     | 敗戦     | JSL杯    | 天皇杯   |
| ---- | ------ | ------ | -------- | -------- | -------- | -------- | -------- | -------- | -------- | -------- |
| 1969 | JSL    | 八幡   | 3位      | 14       | 15       | 5        | 5        | 4        | -        | ベスト8  |
| 1970 | JSL    | 新日鐵 | 6位      | 14       | 13       | 5        | 3        | 6        | -        | 資格なし |
| 1971 | JSL    | 新日鐵 | 3位      | 14       | 18       | 8        | 2        | 4        | -        | ベスト4  |
| 1972 | JSL1部 | 新日鐵 | 6位      | 14       | 12       | 4        | 4        | 6        | -        | ベスト8  |
| 1973 | JSL1部 | 新日鐵 | 6位      | 18       | 16       | 7        | 2        | 9        | ベスト4  | ベスト8  |
| 1974 | JSL1部 | 新日鐵 | 5位      | 18       | 19       | 8        | 3        | 7        | -        | 3回戦    |
| 1975 | JSL1部 | 新日鐵 | 4位      | 18       | 21       | 9        | 3        | 6        | -        | ベスト8  |